# 腔隙性脑梗塞
腔隙性脑梗塞簡稱腔梗，是最常见的中風疾病，高血压小动脉硬化引起脑深穿动脉及其分支闭塞，之後又引起脑深部血管阻塞。腔隙性脑梗塞多发于中老年人。醫生主要通過臨床症狀和影像诊断來判斷患者是否罹患腔隙性脑梗塞。腔隙性脑梗塞年发病率约为每10万人中15人，占所有缺血性中风的25%。 男性以及非洲、墨西哥和香港华人后裔中可能更常见。 

## 体征和症状
高龄、慢性高血压、吸烟（吸食）和糖尿病是危險因子。目前尚不清楚腔隙性脑梗塞是否与饮酒、胆固醇升高或既往中风病史有关。腔隙性脑梗塞的症狀可能會突然出現、逐漸加重，或呈現波動性。腔隙性脑梗塞的典型症狀如下：
1. 純運動性中風/半癱（最常見的症狀：33-50%）：
  - 梗死部位：內囊後肢、腦桥基底部、輻射冠（英语：Corona radiata）。
  - 表現：人會偏癱，面部、手臂或腿部會受到影響，也可能伴隨失語症以及吞嚥困難。
2. 共濟失調性半癱（第二常見症狀）
  - 梗死部位：內囊後肢、腦桥的基底部、輻射冠、紅核、豆狀核、優勢小腦動脈梗塞、前大腦動脈梗塞。
  - 表現：共濟失調，身體會感覺無力而且舉止笨拙[6]。通常更多地會影響腿部而不是手臂。
3. 說話困難
  - 梗死部位：腦桥的基底部、內囊的前肢或豎帶、輻射冠、基底核、丘腦、腦腳。
  - 表現：主要症狀是說話困難和手部舉止笨拙（即無力），通常在患者寫東西時這一症狀最明顯；但患者的腿部也有可能會不自主運動。[7]
4. 純感覺性中風
  - 梗死部位：對側丘腦（VPL核）、內囊、輻射冠、中腦。
  - 表現：身體的一側感覺麻木（感覺喪失），之後還可能出現刺痛、疼痛、灼熱感等其他症狀。
5. 感覺運動性中風
  - 梗死部位：丘腦和相鄰的後內囊、側腦桥。
  - 表現：偏癱或半身不遂（無力）。 [8]

## 无症状性腔隙性脑梗塞

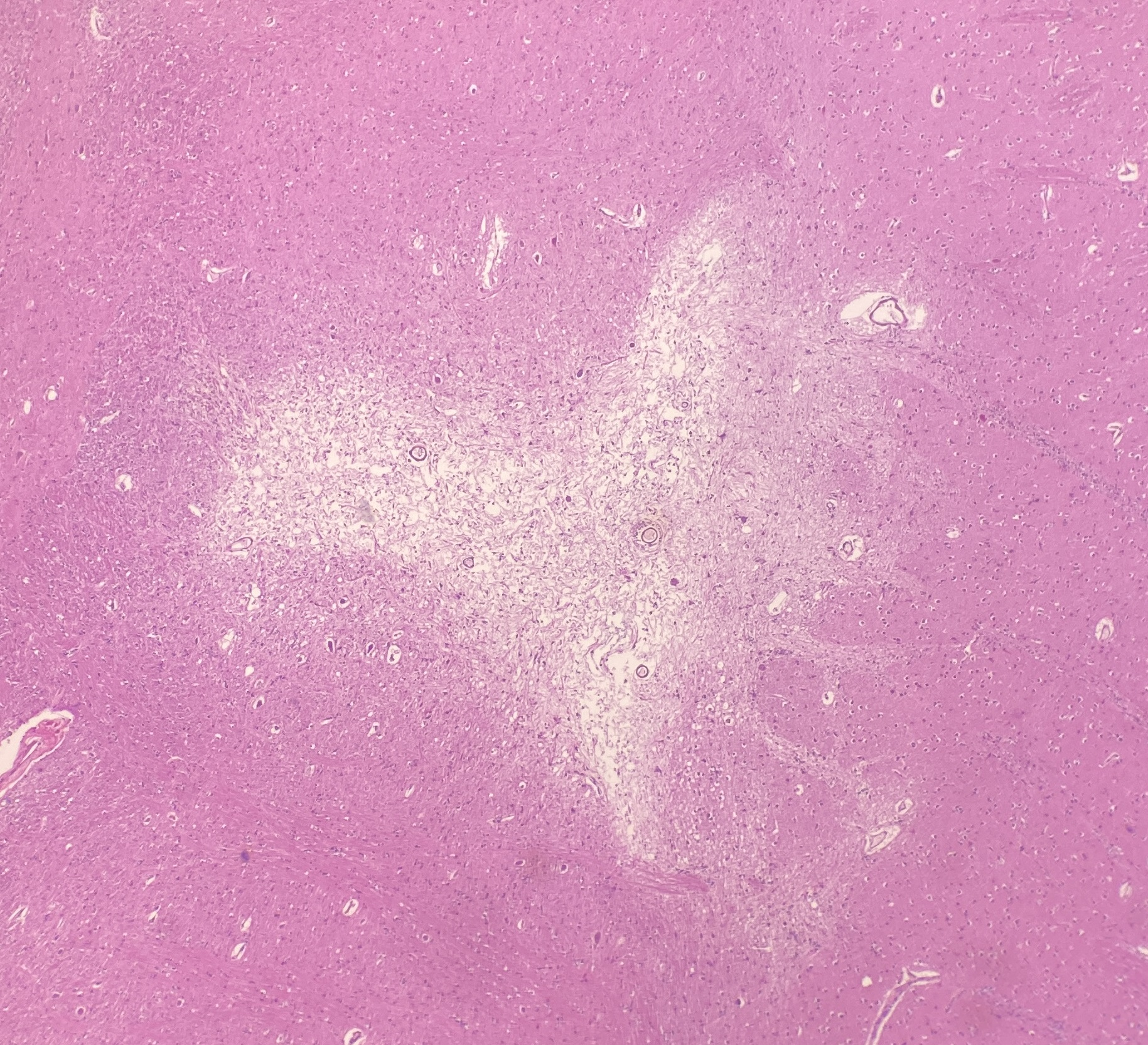
尸检时偶然发现的腔隙性脑梗塞

无症状性腔隙性脑梗塞（Silent lacunar infarction，SLI)） 是一种无症状中风，通常没有明显的症状，因此被称为“无症状”。由于醫生要通過臨床症狀判斷患者是否中风，因此有人認為SLI並不是中風，但也有人並不這麼認為。患有SLI的人通常完全不知道自己中风。这种类型的中风通常会导致脑组织周围出现病变，这些病变可以通过磁共振成像和计算机体层成像检测到。；另外SLI還可能會影响一个人的情绪、性格和认知功能等各个方面。包括腔隙性脑梗塞在內的无症状中风比以前醫學界預估的要常见得多，美国每年的患病率估计为1100万。这些无症状中风中大约有10%是无症状性腔隙性脑梗塞。人一旦出現包括SLI在內的的无症状中风，未来他出現严重中风的风险會更大。 

## 治疗和预后
通常如果患者没有其他禁忌症（即出血素质，例如最近进行过大手术或患有會转移至大脑的癌症），则可以在中风发作后3至4.5 小时内服用组织纤溶酶原激活剂，或者在48小时内服用大剂量的阿司匹林。为了预防复发，醫生會建議患者去治療高血压、糖尿病以及戒煙，因為高血壓、糖尿病、吸煙是危險因子。 
腔隙性脑梗塞發作後能活過30天的机会達96%，而其他类型的中风患者為85%。另外腔隙性脑梗塞一年後的生存率也更高（87%，其他類型的中風患者為65-70%）。一年後，約有70%到80%的患者仍然能獨立自主地生活，而其他中風類型患者則少於50%。